# XXX Победоносный Ульпиев легион
Легион XXX «Ульпия Виктрикс» (лат. Legio XXX Ulpia Victrix Pia VII Fidelis VII Severiana Alexandriana) — римский легион, сформированный императором Траяном в 105 году. Прекратил своё существование, скорее всего, в начале V века. Эмблема легиона — единорог и Нептун.

## Основание
Легион был основан в 105 году императором Траяном для второй войны с даками. Изначальное наименование легиона Ulpia («легион Ульпиев») было дано ему в честь родового имени императора. Номер легиона — тридцатый — был выбран потому, что в момент формирования общее количество легионов под командованием императора было 29.

## Боевой путь
Легион разместили в Бригеционе в Паннонии. Он принимал участие в войне с даками, за что был награждён титулом Victrix («Победоносный»), который позже стал частью его когномена.
Часть легиона принимала участие в составе XV Аполлонова легиона в Парфянской кампании Траяна в 115—117 годах, сражаясь в Месопотамии. Основные силы легиона были сосредоточены на Дунае, занимаясь строительными работами.
После 118 года легион возглавлял Квинт Марций Турбон Фронтон, друг императора Адриана. Ему были даны самые широкие полномочия для поддержания порядка в Дакии. Легион выполнял полицейские функции.
В 122 году легион был переведён в Кастра Ветера (современный Ксантен, Германия), который стал его лагерем до самого расформирования легиона. Одно время около лагеря существовало поселение, которое именовалось Триценсима, что с местного диалекта можно перевести как «Тридцатый». В это время провинция была спокойной и легион использовался, в основном, для строительных работ. Подразделение легиона делило лагерь с I легионом Минервы в Бонне (Германия). Также несколько подразделений располагались в Ригомаге (современный Ремаген, Германия).
Во время правления Антонина Пия (138—161 годы) подразделение легиона находилось в Мавретании, где сражалось против мавров.
Легион участвовал в кампании Луция Вера в Парфии в 162—166 годах, позже в Маркоманских войнах Марка Аврелия (165—175 и 178—180 годы).
В 173 году принимает участие в кампании против хавков Дидия Юлиана, тогда правителя Белгики.
В 193 году поддержал Септимия Севера против Клодия Альбина, за что был награждён титулом Pia Fidelis («Верный и преданный»).
В 208 году, скорее всего, принимает участие в кампании в Шотландии. В 235 году принимает участие в кампании Александра Севера в Персии.
С 260 по 274 годы находился в подчинении императоров Галльской империи. С 274 года, после обратного завоевания Галлии Аврелианом, Ксантен является самым северным римским гарнизоном, охраняемым тридцатым легионом.
После восстановления границ империи Констанцием I Хлором легион оставался в Ксантене.

## Расформирование
Последние записи о легионе датируются началом V века. Скорее всего, прекратил своё существование в 407 году, когда перестала существовать граница по Рейну. Он сохранял в течение всей Империи свой лагерь в Ветере. Его находят в Списке почётных должностей (Notitia Dignitatum) среди легионов Галлии.
Он носил прозвище Victrix, полученное, без сомнения, за успехи, достигнутые в Дакской войне; прозвище Pia Fidelis, присвоенное ему на некоторых надписях III века, было пожаловано Септимием Севером.
Его имя присутствует на монетах не только Септимия Севера, но и Галлиена, Викторина и Караузия.

## XXX легион в литературе
Стихотворение Редьярда Киплинга «Песнь Митре» имеет подзаголовок «Тридцатый Легион, ок. 350 г.»